# Mesembryanthemum tenuiflorum
Mesembryanthemum tenuiflorum är en isörtsväxtart som beskrevs av Nikolaus Joseph von Jacquin. Mesembryanthemum tenuiflorum ingår i Isörtssläktet som ingår i familjen isörtsväxter. Inga underarter finns listade i Catalogue of Life.